# Neuaufnahmen in das UNESCO-Kultur- und -Naturerbe 2025
Im Jahr 2025 fanden die im Folgenden aufgeführten Neuaufnahmen in das UNESCO-Kultur- und -Naturerbe statt.

## Welterbestätten
Auf der 47. Sitzung des Welterbekomitees vom 6. bis zum 16. Juli 2025 in Paris wurde über die Aufnahme der folgenden Stätten in das UNESCO-Welterbe entschieden. Dabei wird zwischen Aufnahmen in das Weltkulturerbe (Typ K) und in das Weltnaturerbe (Typ N) unterschieden.
| Vertragsstaat(en)            | Bezeichnung                                                                                                  | Typ | Ref. | Beschreibung |
| ---------------------------- | --- | --- | ---- | --- |
| Australien                   | Kulturlandschaft Murujuga (Lage)                                                                             | K   | 1709 | Murujuga im Nordwesten Australiens ist eine kulturell und spirituell bedeutende Landschaft, geprägt von den traditionellen Regeln der Ngarda-Ngarli. Die Region umfasst die Burrup-Halbinsel, Inseln des Dampier-Archipels und die angrenzenden Meeresgebiete und ist bekannt für ihre zahlreichen, kunstvoll gestalteten Felsgravuren, die eine über 50.000 Jahre lange Nutzung widerspiegeln. |
| Brasilien                    | Nationalpark Cavernas do Peruaçu (Lage)                                                                      | N   | 1747 | Der Park im Norden von Minas Gerais zeichnet sich durch markante Karstlandschaften, ausgedehnte Höhlensysteme und eine vielfältige Flora und Fauna aus. Er liegt am Schnittpunkt der Biome Cerrado, Caatinga und Atlantischer Wald und beherbergt über 2.000 Pflanzen- und Tierarten, darunter viele bedrohte. Die Landschaft entstand im stabilen São Francisco-Kraton und spiegelt klimatische sowie geologische Veränderungen aus dem Plio-Pleistozän wider. |
| Volksrepublik China          | Kaiserliche Grabstätten der Westlichen Xia-Dynastie (Lage)                                                   | K   | 1736 | Diese Nekropole liegt in den südlichen Helan-Bergen in der chinesischen Region Ningxia und diente als Friedhof der Xixia-Dynastie, die von 1038 bis 1227 existierte. Sie umfasst neun große Kaiser-Mausoleen, zahlreiche Begleitgräber, einen Architekturkomplex und Schutzanlagen gegen Hochwasser. Die Xixia-Dynastie wurde von den Tanguten gegründet und entwickelte sich zu einer multikulturellen Gesellschaft entlang der Seidenstraße, geprägt von chinesischen Traditionen und dem Buddhismus. |
| Dänemark                     | Møns Klint (Lage)                                                                                            | N   | 1728 | Die Stätte ist geprägt von einer glaziotektonischen Landschaft mit Kreidefelsen, Hügeln und speziellen geologischen Formen, die durch pleistozäne Gletscher entstanden sind. Sie zeigt ausgeprägte Faltungen und Verwerfungen in den Sedimentschichten. Das Gebiet bietet seltene Lebensräume mit vielfältiger Flora und Fauna, darunter zahlreiche Orchideenarten und den fast gefährdeten Quendel-Ameisenbläuling. Die fortlaufende Erosion fördert die Freilegung von Fossilien und verändert ständig die Klippen. |
| Deutschland                  | Die Schlösser König Ludwigs II. von Bayern: Neuschwanstein, Linderhof, Schachen und Herrenchiemsee (Lage)    | K   | 1726 | Vier Palastkomplexe in der bayerischen Alpenregion, errichtet unter König Ludwig II. zwischen 1864 und 1886 als persönliche Rückzugsorte. Sie vereinen romantische und historistische Stile, inspiriert von Burgen, Schlössern, Märchen und Opern, und sind in beeindruckende Landschaften eingebettet. Seit Ludwigs Tod sind sie als Museen und bedeutende kulturelle Wahrzeichen öffentlich zugänglich. |
| Frankreich                   | Megalithen von Carnac und der Morbihan-Küste (Lage)                                                          | K   | 1725 | Die aus vier Teilen bestehende serielle Stätte zwischen der Quiberon-Bucht und dem Golf von Morbihan in der Bretagne (Westfrankreich) umfasst eine Vielzahl von Megalithanlagen aus der Jungsteinzeit (ca. 5000–2300 v. Chr.), darunter die Steinreihen von Carnac. Die Monumente stehen in Bezug zueinander sowie zur topografischen Umgebung (Relief und Gewässer) und sind reich mit Felsgravuren und Fundobjekten ausgestattet. |
| Griechenland                 | Minoische Palast-Zentren (Lage)                                                                              | K   | 1733 | Die Stätte umfasst die sechs bedeutenden archäologischen Anlagen Knossos, Phaistos, Malia, Zakros, Zominthos und Kydonia auf der Insel Kreta, die aus der Zeit von ca. 2800 v. Chr. bis 1100 v. Chr. stammen. Diese Stätten zählen zu den herausragendsten Zeugnissen der minoischen Kultur, der ersten Hochkultur Europas, die sich durch große Palastkomplexe, eine komplexe soziale Organisation sowie fortschrittliche Architektur und Kunst auszeichnete. |
| Guinea-Bissau                | Küsten- und Meeresökosystem des Bijagós-Archipels – Omatí Minhô (Lage)                                       | N   | 1431 | Das Bijagós-Archipel in Guinea-Bissau besteht aus rund 88 Inseln und gilt als das einzige aktive deltaartige Archipel an der afrikanischen Atlantikküste. Es zeichnet sich durch seine gut erhaltenen Küsten- und Meeresökosysteme mit hoher Biodiversität aus. Bedeutende Lebensräume umfassen Mangrovenwälder, Wattflächen und Gezeitenzonen, die zahlreichen bedrohten Arten wie Meeresschildkröten (darunter besonders die Insel Poilão als wichtigster Nistplatz weltweit), Seekühe, Delfine sowie über 870.000 Zugvögeln als Habitat dienen. Neben seltenen Pflanzenarten beherbergt das Archipel vielfältige Fischpopulationen und bedeutende Vogelkolonien. Dank seiner isolierten Lage befindet sich das Gebiet überwiegend im ursprünglichen Zustand und ist ein herausragendes Schutzgebiet für einzigartige marine und küstennahe Lebensräume. |
| Indien                       | Militärlandschaften von Maratha (Lage)                                                                       | K   | 1739 | Die Stätte umfasst zwölf bedeutende Festungen, überwiegend im Bundesstaat Maharashtra, mit einer in Tamil Nadu. Diese Forts, wie Raigad, Shivneri und Sindhudurg, wurden von den Marathen zwischen dem späten 17. und frühen 19. Jahrhundert erbaut, angepasst oder erweitert. Strategisch an Küsten- und Berggelände gelegen, bildeten sie ein komplexes Verteidigungssystem zur Unterstützung der militärischen Vorherrschaft, zum Schutz des Handels und zur Kontrolle der Gebiete. Dieses Netzwerk spielte eine Schlüsselrolle beim Aufstieg der Marathen zu einer bedeutenden politischen und militärischen Macht. |
| Iran                         | Prähistorische Stätten des Chorramabad-Tals (Lage)                                                           | K   | 1744 | Die prähistorischen Stätten im Chorramabad-Tal im Westen Irans umfassen fünf Höhlen und einen Felsunterstand, die sich in einem schmalen ökologischen Korridor mit reichhaltiger Wasser-, Pflanzen- und Tierwelt befinden. Die menschliche Besiedlung reicht bis etwa 63.000 Jahre zurück und erstreckt sich vom Mittel- bis zum Jungpaläolithikum. Diese Fundstätten dokumentieren die Mousterien- und Baradost-Kulturen und liefern bedeutende Einblicke in die frühe menschliche Evolution sowie die Migration von Afrika nach Eurasien. Gefundene Artefakte, darunter fortschrittliche Steinwerkzeuge sowie Schmuckstücke wie Perlen und Anhänger aus Hirschzähnen, Muscheln und Hämatit, belegen die Entwicklung der frühen Menschen im Zagros-Gebirge.                                                                                               |
| Italien                      | Prähistorische Kunst und Architektur Sardiniens – Domus de Janas (Lage)                                      | K   | 1730 | |
| Jamaika                      | Archäologisches Ensemble Port Royal (Lage)                                                                   | K   | 1595 | |
| Kambodscha                   | Kambodschanische Gedenkstätten: Von Zentren der Unterdrückung zu Orten des Friedens und der Besinnung (Lage) | K   | 1748 | |
| Kamerun                      | Kulturlandschaft Diy-Gid-Biy im Mandara-Gebirge (Lage)                                                       | K   | 1745 | |
| Malawi                       | Kulturlandschaft des Mulanje-Massivs (Lage)                                                                  | K   | 1201 | |
| Malaysia                     | Forest Research Institute Malaysia im Naturpark Selangor (Lage)                                              | K   | 1734 | |
| Mexiko                       | Pilgerweg der Wixárika nach Wirikuta (Lage)                                                                  | K   | 1704 | |
| Nordkorea                    | Kŭmgangsan – Diamantenberg (Lage)                                                                            | K/N | 1642 | |
| Panama                       | Die koloniale Transisthmian-Route ()                                                                         | K   | 1582 | |
| Russland                     | Felsmalereien der Schulgan-Tasch-Höhle (Lage)                                                                | K   | 1743 | |
| Sierra Leone                 | Gola-Tiwai-Komplex (Lage)                                                                                    | N   | 1746 | |
| Südkorea                     | Felsbilder am Lauf des Bangucheon ()                                                                         | K   | 1740 | |
| Tadschikistan                | Kulturerbestätten des alten Khuttal ()                                                                       | K   | 1627 | |
| Türkei                       | Sardes und die lydischen Hügelgräber von Bin Tepe (Lage)                                                     | K   | 1731 | |
| Vereinigte Arabische Emirate | Paläolandschaft Faya (Lage)                                                                                  | K   | 1735 | |
| Vietnam                      | Denkmäler und Landschaften von Yen Tu, Vinh Nghiem, Con Sop und Kiep Bac (Lage)                              | K   | 1732 | |

Bei folgenden Welterbestätten wurden signifikante Änderungen ihrer Grenzen beschlossen:
| Vertragsstaat(en)                  | Bezeichnung                                            | Typ | Ref. | Beschreibung                                       |
| ---------------------------------- | ------------------------------------------------------ | --- | ---- | -------------------------------------------------- |
| transnational: Laos, Vietnam       | Nationalparks Phong Nha-Ke Bang und Hin Nam No (Lage)  | N   | 951  | Erweiterung um den Nationalpark Hin Nam No in Laos |
| transnational: Mosambik, Südafrika | iSimangaliso Wetland Park – Nationalpark Maputo (Lage) | N   | 914  | Erweiterung um den Nationalpark Maputo in Mosambik |